# 1921年体育
请参看：
- 1921年
- 1921年电影
- 1921年文学
- 1921年音乐
- 1921年台灣

## 大事記
- 1月12日－藍迪斯（英语：Kenesaw Mountain Landis）成為第一任美國職棒大聯盟執行長。
- 1月26日－
  - 荷蘭足球會格罗宁根的前身GVAV（Groningen Football and Athletics Association）成立。
  - 多倫多聖柏德烈（Toronto St. Patricks）的Corb Denneny對漢米爾頓老虎（Hamilton Tigers）攻入六球。
- 5月7日－Behave Yourself 贏得肯塔基打比冠軍。

## 棒球
- 美國職棒大聯盟世界大賽：。

## 足球
主條目：1921年足球

## 賽馬
- 第46屆肯塔基打比 
  - 冠軍：Behave Yourself 。